# ناتالي براون
ناتالي براون (بالإنجليزية: Natalie Brown)‏ (و. 1973 – م) هي ممثلة، وعارضة، من كندا، ولدت في تيمنس، أونتاريو.

## وصلات خارجية
- ناتالي براون على موقع IMDb (الإنجليزية)
- ناتالي براون على موقع ألو سيني (الفرنسية)
- ناتالي براون على موقع أول موفي (الإنجليزية)
- ناتالي براون على موقع قاعدة بيانات الفيلم (الإنجليزية)
- ناتالي براون على موقع كينوبويسك (الروسية)